# Landtagswahlkreis Nürtingen
Der Wahlkreis Nürtingen (Wahlkreis 09) ist ein Landtagswahlkreis in Baden-Württemberg. Er umfasste bei der Landtagswahl 2021 die Gemeinden Aichtal, Altdorf, Altenriet, Bempflingen, Beuren, Filderstadt, Frickenhausen, Großbettlingen, Kohlberg, Leinfelden-Echterdingen, Neckartailfingen, Neckartenzlingen, Neuffen, Nürtingen und Schlaitdorf aus dem Landkreis Esslingen. 
Die Grenzen der Landtagswahlkreise wurden nach der Kreisgebietsreform von 1973 zur Landtagswahl 1976 grundlegend neu zugeschnitten und seitdem nur punktuell geändert. Der Wahlkreis Nürtingen unterliegt durch seine Lage zwischen den Oberzentren Stuttgart und Reutlingen starkem Bevölkerungswachstum durch Suburbanisierung, was zur Landtagswahl 2011 eine Verkleinerung des Wahlkreises notwendig machte. Deswegen wurde die Gemeinde Wolfschlugen an den Wahlkreis Esslingen sowie die Gemeinden Oberboihingen und Unterensingen an den Wahlkreis Kirchheim angegliedert.

## Wahl 2021
Die Landtagswahl 2021 hatte im Wahlkreis Nürtingen dieses Ergebnis:
| Direktkandidat       | Partei       | Stimmen in % | Landtagswahl 2016 Stimmen in % |
| -------------------- | ------------ | ------------ | ------------------------------ |
| Winfried Kretschmann | Grüne        | 38,8         | 34,9                           |
| Thaddäus Kunzmann    | CDU          | 21,6         | 25,2                           |
| Hansjörg Schrade     | AfD          | 9,1          | 14,4                           |
| Regina Birner        | SPD          | 9,2          | 10,5                           |
| Dennis Birnstock     | FDP          | 11,6         | 9,1                            |
| Anil Besli           | Die Linke    | 2,6          | 2,1                            |
| Michael Buchmann     | ÖDP          | 0,7          | 0,7                            |
| Daniel Friesch       | Die PARTEI   | 1,4          | 0,7                            |
| Markus Mangold       | Freie Wähler | 2,6          | –                              |
| Tansel Gündüz        | dieBasis     | 0,9          | –                              |
| Kristin Bürkle       | DiB          | 0,4          | –                              |
| Lena Crnjac          | KlimalisteBW | 0,7          | –                              |
| Sabine Mayer-Paris   | WiR2020      | 0,5          | –                              |

## Wahl 2016
Die Landtagswahl 2016 hatte folgendes Ergebnis:
| Direktkandidat       | Partei     | Stimmen in % | Landtagswahl 2011 |
| -------------------- | ---------- | ------------ | ----------------- |
| Winfried Kretschmann | Grüne      | 34,9         | 25,7              |
| Thaddäus Kunzmann    | CDU        | 25,2         | 39,7              |
| Daniel Lindenschmid  | AfD        | 14,4         | –                 |
| Sebastian Schöneck   | SPD        | 10,5         | 22,1              |
| Michael Brodbeck     | FDP        | 09,1         | 04,6              |
| Peter Rauscher       | Die Linke  | 02,1         | 02,0              |
| Sebastian Kurz       | ALFA       | 00,8         | –                 |
| Andreas Bierlein     | Die PARTEI | 00,7         | –                 |
| Michael Buchmann     | ödp        | 00,7         | 00,8              |
| Ingo Mörl            | PIRATEN    | 00,7         | 01,8              |
| Ulrich Deuschle      | REP        | 00,6         | 01,8              |
| René Schrade         | NPD        | 00,2         | 00,7              |

## Wahl 2011
Die Landtagswahl 2011 hatte folgendes Ergebnis:
| Direktkandidat       | Partei          | Stimmen in % | Landtagswahl 2006 Stimmen in % |
| -------------------- | --------------- | ------------ | ------------------------------ |
| Thaddäus Kunzmann    | CDU             | 39,7         | 41,1                           |
| Winfried Kretschmann | Grüne           | 25,7         | 13,8                           |
| Walter Bauer         | SPD             | 22,1         | 23,1                           |
| Hosam el Miniawy     | FDP             | 04,6         | 13,9                           |
| Peter Rauscher       | Die Linke       | 02,0         | WASG: 2,4                      |
| Jan Lüdtke-Reißmann  | PIRATEN         | 01,8         | –                              |
| Egon Eigenthaler     | REP             | 01,8         | 03,8                           |
| Michael Buchmann     | ödp             | 00,8         | 00,5                           |
| Ronnie Hellriegel    | NPD             | 00,7         | 00,6                           |
| Anneliese Bauer      | Volksabstimmung | 00,5         | 00,5                           |
| Uwe Herthneck        | Die Violetten   | 00,2         | –                              |
| –                    | Sonstige        | –            | 00,2                           |

## Abgeordnete seit 1976
Bei den Landtagswahlen in Baden-Württemberg hat jeder Wähler nur eine Stimme, mit der sowohl der Direktkandidat als auch die Gesamtzahl der Sitze einer Partei im Landtag ermittelt werden. Dabei gibt es keine Landes- oder Bezirkslisten, stattdessen werden zur Herstellung des Verhältnisausgleichs unterlegenen Wahlkreisbewerbern Zweitmandate zugeteilt.
Die Vergabe der Zweitmandate erfolgte bisher auf der Ebene der Regierungsbezirke in der Reihenfolge der absoluten Stimmenzahlen. Bedingt durch die überdurchschnittliche Größe des Wahlkreises war es im Wahlkreis Nürtingen für Bewerber der kleineren Parteien daher vergleichsweise leicht, ein Landtagsmandat zu erringen. Das begünstigte die Entwicklung zu einem Prominentenwahlkreis. Mit dem SPD-Landesvorsitzenden Nils Schmid, dem grünen Fraktionsvorsitzenden Winfried Kretschmann und dem früheren FDP-Fraktionsvorsitzenden Ulrich Noll sind hier derzeit gleich drei Parteien mit Spitzenpolitikern auf Landesebene vertreten. Durch die zur Wahl 2011 vorgenommene Änderung, nach der künftig der Stimmenanteil für die Zuteilung der Zweitmandate maßgeblich ist, war der erneute Gewinn eines Nürtinger Zweitmandates für die SPD unwahrscheinlich. Nils Schmid kandidierte daher zur Landtagswahl 2011 im für die SPD sicheren Wahlkreis Reutlingen.
Den Wahlkreis Nürtingen vertraten seit 1976 folgende Abgeordnete im Landtag:
| Partei | Art des Mandats | Gewählte |
| ------ | --------------- | --- |
| CDU    | Erstmandat      | Gerhard Mahler 1976 Friedrich Volz 1980, 1984, verstorben am 16. Mai 1988 Annemarie Hanke, nachgerückt am 20. Mai 1988; 1988, verstorben am 17. Februar 1992 Ulrich Stechele, nachgerückt am 17. Februar 1992 Jörg Döpper 1992, 1996, 2001, 2006 Thaddäus Kunzmann 2011 |
| Grüne  | Erstmandat      | Winfried Kretschmann 2016, 2021 |
| Grüne  | Zweitmandat     | Winfried Kretschmann 1980, 1988, 1996, 2001, 2006, 2011 |
| SPD    | Zweitmandat     | Werner Weinmann 1976, 1980, 1984, 1988, 1992, 1996, verstorben am 13. Februar 1997 Nils Schmid, nachgerückt am 20. Februar 1997; 2001, 2006 |
| FDP    | Zweitmandat     | Friedrich Bergmann 1984 Ulrich Noll 1996, 2001, 2006 Dennis Birnstock 2021 |
| REP    | Zweitmandat     | Egon Eigenthaler 1996 |

Zur Landtagswahl 1984 stellten die Grünen aufgrund eines Fristversäumnisses keine Kandidaten in den drei Wahlkreisen des Landkreises Esslingen auf. Dadurch wurde in Verbindung mit der Zweitmandatsregel indirekt der Landtagseinzug des FDP-Kandidaten Bergmann begünstigt.
Zur Landtagswahl 1992 kandidierte im Wahlkreis Nürtingen der als „Remstal-Rebell“ bekannte Bürgerrechtler Helmut Palmer als parteiloser Einzelbewerber und trug so entscheidend dazu bei, dass keine der drei kleineren Parteien ein Zweitmandat erringen konnte. Leidtragender war vor allem Winfried Kretschmann (Grüne), der sein Mandat trotz Stimmenzuwachses mit 207 Stimmen Rückstand auf Reinhard Hackl (Böblingen) verlor. Bei der Wahl 1980 hatte Kretschmann selbst sein Mandat allerdings mit nur 29 Stimmen Vorsprung auf Willi Hoss (Stuttgart I) gewonnen.